# 20. pehotni polk (Avstro-Ogrska)
Za druge 20. polke glejte 20. polk.
20. pehotni polk je bil pehotni polk avstro-ogrske skupne vojske.

## Poimenovanje
- Galizisches Infanterie Regiment »Heinrich von Preußen« Nr. 20
- Infanterie Regiment Nr. 20 (1915 - 1918)

## Zgodovina
Polk je bil ustanovljen leta 1681. 

### Prva svetovna vojna
Polkovna narodnostna sestava leta 1914 je bila sledeča: 86% Poljakov in 14% drugih. Naborni okraj polka je bil v Nowym Sączu, pri čemer so bile polkovne enote garnizirane sledeče: Krakov (štab, I. in II. bataljon), Nowy Sącz (III. bataljon) in Bijeljina (IV. bataljon).
Med prvo svetovno vojno se je polk bojeval tudi na soški fronti.
V sklopu t. i. Conradovih reform leta 1918 (od junija naprej) je bilo znižano število polkovnih bataljonov na 3.

## Organizacija
1918 (po reformi)
- 1. bataljon
- 2. bataljon
- 3. bataljon

## Poveljniki polka
- 1859: Gustav Arndt[8]
- 1865: Alphons Wimpffen[9]
- 1879: Friedrich Mathes[10]
- 1908: Eugen Pöschmann[11]
- 1914: Stanislaus von Puchalski[1]